# 方克立
方克立（1938年6月28日—2020年4月21日），男，湖南湘潭人，中华人民共和国哲学家，知名于对新儒学的研究。

## 生平
1944年，进入栗山公祠小学堂读书；两年后，随父母至武昌，转入武汉大学附属小学。1950年，就读于武昌实验中学。1956年，考入中国人民大学哲学系；1962年毕业，同年留校任助教。文化大革命期间曾赴江西省余江县人民大学五七干校劳动三年之久。1973年初，调至天津南开大学哲学系，1979年升任讲师，1981年晋升为副教授，1984年8月由教育部特批为教授，同年被国务院学位委员会批准为中国哲学专业博士生指导教师。1994年初调至北京，任中国社会科学院研究生院院长。此外他还担任国务院学位委员会哲学评议组成员、中国哲学史学会副会长、天津市社会科学界联合会副主席等职务。2006年7月，当选为中国社会科学院学部委员。2020年4月21日在北京病逝。

## 学术贡献
1980年代，方克立开创了中国大陆的现代新儒学研究，用马克思主义的立场和方法对现代新儒学做批判性研究。提出了中国现代思想史上自由主义西化派、文化保守主义和马克思主义三大思潮对立互动的思想格局。
主要著作有《中国哲学史上的知行观》、《从孔夫子到孙中山——中国哲学小史》、《中国哲学史论文索引》、《现代新僧学研究论集》等。

## 家庭
父亲方壮猷。